# Flavigny-sur-Ozerain
Flavigny-sur-Ozerain là một xã trong tỉnh Côte-d'Or, thuộc vùng Bourgogne-Franche-Comté của nước Pháp, có dân số là 341 người (thời điểm 1999). Xã thuộc vào trong số những làng đẹp nhất Pháp

## Nhân khẩu học
| 1962 | 1968 | 1975 | 1982 | 1990 | 1999 |
| ---- | ---- | ---- | ---- | ---- | ---- |
| 283  | 437  | 385  | 435  | 411  | 341  |